# FEG
FEGは、日本の興行会社。社名はFighting & Entertainment Groupの略称。「K-1」を始め「DREAM」「Dynamite!! 〜勇気のチカラ〜」などの格闘技イベントを主催していた。

## 概要

### 設立
それまでのK-1運営母体であった株式会社ケイ・ワン社長で正道会館館長でもあった石井和義が、2002年に脱税容疑で逮捕され、興行力を失ったケイ・ワンからK-1興行の受け皿として、元格闘技雑誌編集者の谷川貞治によって設立。株式会社ケイ・ワンから独占的に興行権を取得して、2003年よりK-1を主催した。なお、ケイ・ワンは商号を「K-1」を経て「ライツコム」に改め、K-1にかかる権利の保有およびファイターのマネジメントに当たる会社として2012年まで存続していた。
FEGとは「Fighting & Entertainment Group」の略称であり、これまでのK-1のみならずあらゆる格闘技イベントに進出を図り、総合格闘技興行も2004年に「K-1 ROMANEX」、2005年から「HERO'S」として主催。また、同年にはトリニティの総合格闘技興行「MARS」の立ち上げにも協力した。その他ビッグマウスのプロレス興行「WRESTLE-1 GRAND PRIX 2005」にも関わった。
2007年3月、ソフトバンク子会社のG.T.エンターテインメント株式会社と業務提携を結び、更に世界各国の格闘技団体と連携を図る。同年7月には、韓国における現地法人のFEG KOREA Inc.を韓国のCJメディアとTエンターテインメントと共同出資で設立。K-1やHERO'Sの韓国大会はFEG KOREAが主催していくことになった。
2007年大晦日に行なわれた「やれんのか! 大晦日! 2007」にも協力。
2008年2月13日、新イベントDREAM設立を発表。これに伴い、FEG社の開催してきたHERO'SはDREAMへ統合。
レスリング部も創設し、専修大学時代より全日本選手権重量級7連覇を記録した田中章仁や、同じく専修大学出身で全日本選手権優勝経験のある北村克哉などが所属していた（田中・北村は共に2010年に退社）。
2010年7月16日、中国の投資銀行と業務提携を結んだ。

### ファイトマネー未払い問題
2010年にFEGが主催するDREAM出場選手のファイトマネー不払い・遅延問題（詳細はDREAM (格闘技イベント)#ファイトマネーの支払い問題参照）がクローズアップされ、FEGが財政難に陥っていることが明らかとなった。
DREAMだけでなくK-1出場選手についても多額の未払い金が発生し、ジェロム・レ・バンナやレイ・セフォー、桜庭和志、ハレック･グレイシーら有名選手に対しても、1選手あたり数十万ドルレベルが未払いとなっているという。セフォーは「自分だけでも総額70万ドル以上が未払い」「知っているだけでも20選手以上がファイトマネーを受け取っておらず、未払い金の総額は少なく見積もっても1000万ドルを超える」と語っている。このためバンナ、セフォーら多くの有力選手が「未払い金問題が解決しない限り、K-1には絶対出場しない」との意向を示しており、セフォーは「法的措置も検討している」と語っている。

### 活動再開と休止、破産
前述のファイトマネー未払い問題に加え、2011年3月11日に発生した東日本大震災の影響もあってK-1は活動休止状態に陥っていた。2011年6月より新体制でK-1を再スタートさせる旨を谷川貞治は述べ、地上波放送を行なうかなども含め、遅くとも2011年のゴールデンウィーク明けには新体制で活動を再開とした。
その後DREAMについては同年5月29日のDREAM JAPAN GP バンタム級トーナメントより（FEGとリアルエンターテインメントの共催であるが実際はリアルエンターテインメントが主催した）、K-1については同年6月25日のK-1 WORLD MAX 2011より興行を再開したものの、地上波放送は打ち切られた。K-1 WORLD GPについては、一旦は同年10月29日に中国・南京でトーナメント1回戦を開催する予定を発表したが、出場選手の興行ビザ問題が解決できないとして直前になり開催延期が発表された。
K-1参戦選手も、ジェロム・レ・バンナ、ピーター・アーツ、長島☆自演乙☆雄一郎らはイノキ・ゲノム・フェデレーション（IGF）のプロレス興行へ出場し、K-1ヘビー級王者の京太郎やミドル級のアンディ・オロゴンらがボクシングへ転向するなど、選手が流出した。
DREAMは2011年の大晦日興行をIGFとの合同興行（元気ですか!! 大晦日!! 2011）とすることになったが、この興行にはFEGの関与は一切なく、リアルエンターテインメントとIGFの合同興行となった。最終的にDREAMは2012年の大晦日興行よりグローリー・ワールドシリーズを主催するグローリー・スポーツ・インターナショナルにブランドが譲渡された。
K-1 GRAND PRIXについても、2012年より石井和義が新たに設立した国際K-1連盟（FIKA）主導で興行体制を再構築することになり、K-1興行主体として韓国人投資家により「K-1グローバルホールディングス」が設立。FEGはK-1の興行から撤退し、FEG主催興行は全て休止されることになった。
2012年4月5日、谷川はFEG公式HP上でK-1イベントプロデューサー辞任と新格闘技イベント立ち上げを表明。
2012年5月7日　東京地方裁判所民事第20部より破産手続開始の決定を受けた。負債総額不明。

## FEGが主催していたイベント
- K-1→K-1グローバルホールディングスへ
  - K-1 WORLD GP
  - K-1 WORLD MAX
- K-1甲子園→FIKAへ
- DREAM（2007年まではHERO'S）→GSIへ
- Dynamite!! 〜勇気のチカラ〜（2007年まではK-1 PREMIUM Dynamite!!）
- WRESTLE-1 GRAND PRIX 2005